# 矯公羨
矯 公羨（きょう こうせん、キェウ・コン・ティエン、ベトナム語：Kiều Công Tiễn / 矯公羨、生年不詳 - 大有11年（938年））は、五代十国時代の安南の豪族。『新五代史』および『十国春秋』では皎公羨（ベトナム語：Kiều Công Tiễn / 皎公羨）と記される。

## 生涯
峰州（現在のフート省ヴィエットチー市バックハク坊）の豪族として頭角を現した。楊廷芸に仕えていたが、大有10年（937年）3月に楊廷芸を殺して自立し、節度使を称した。楊廷芸の娘婿であった呉権がこれに対して挙兵したため、矯公羨は財物を送って南漢に救援を求めたが、大有11年（938年）、万王劉弘操率いる南漢の援軍が到達する前に呉権の軍に殺害された。